# Alejandra Solano
Alejandra de los Ángeles Solano Cabalceta es una diplomática y abogada costarricense. Después de ser abogada de la Procuraduría General, Alejandra inició una carrera por varios años en el Ministerio de Relaciones Exteriores de Costa Rica que incluyó ocupar su dirección jurídica trabajar como asesora del ministro. En 2021 fue designada como embajadora del país ante la Organización de Estados Americanos.

## Educación
Estudió derecho en Escuela Libre de Derecho de Costa Rica y obtuvo un máster en derechos humanos de la Universidad Estatal a Distancia (UNED). También tiene un diplomado del Sistema Interamericano de Protección de los Derechos Humanos de la Universidad Pontificia de Colombia.

## Carrera
Alejandra fue asistente legal en el periódico La República en 1998 y abogada de la Procuraduría General entre 1998 y 2000. Empezó su carrera en el Ministerio de Relaciones Exteriores el 1 de mayo de 2000. Fue directora jurídica del ministerio entre 2000 y 2002, y en 2005; asesora del ministro en 2006; jefa del departamento consular entre 2010 y 2014, y presidenta de la comisión costarricense de derecho internacional humanitario en 2011. También fue jefa de la misión alterna en la embajada de Estados Unidos entre 2014 y 2017, directora alterna de protocolo y ceremonial del Estado en 2019, directora alterna de política exterior entre 2019 y 2020 y directora general en 2021.
Adicionalmente fue cónsul general en la embajada en Colombia entre 2002 y 2005, en Nueva York entre 2006 y 2007, en la embajada en Honduras entre 2017 y 2018, y encargada de negocios en dicha embajada en 2018. Entre 2008 y 2009, durante el periodo en el que Costa Rica fue miembro no permanente del Consejo de Seguridad de las Naciones Unidas, fue Ministro Consejero en la Misión Permanente de la ONU.
El 1 de enero de 2021 fue designada como embajadora de Costa Rica ante la Organización de Estados Americanos.

## Vida personal
Además de su idioma natal español, Alejandra también habla inglés y francés.